# Argent-sur-Sauldre
Argent-sur-Sauldre – miejscowość i gmina we Francji, w Regionie Centralnym, w departamencie Cher.
Według danych na rok 1990 gminę zamieszkiwało 2525 osób, a gęstość zaludnienia wynosiła 37 osób/km² (wśród 1842 gmin Regionu Centralnego Argent-sur-Sauldre plasuje się na 146. miejscu pod względem liczby ludności, natomiast pod względem powierzchni na miejscu 20.).